# Cakile maritima
Il ravastrello (Cakile maritima Scop., 1772) è una pianta della famiglia delle Brassicaceae.

## Descrizione

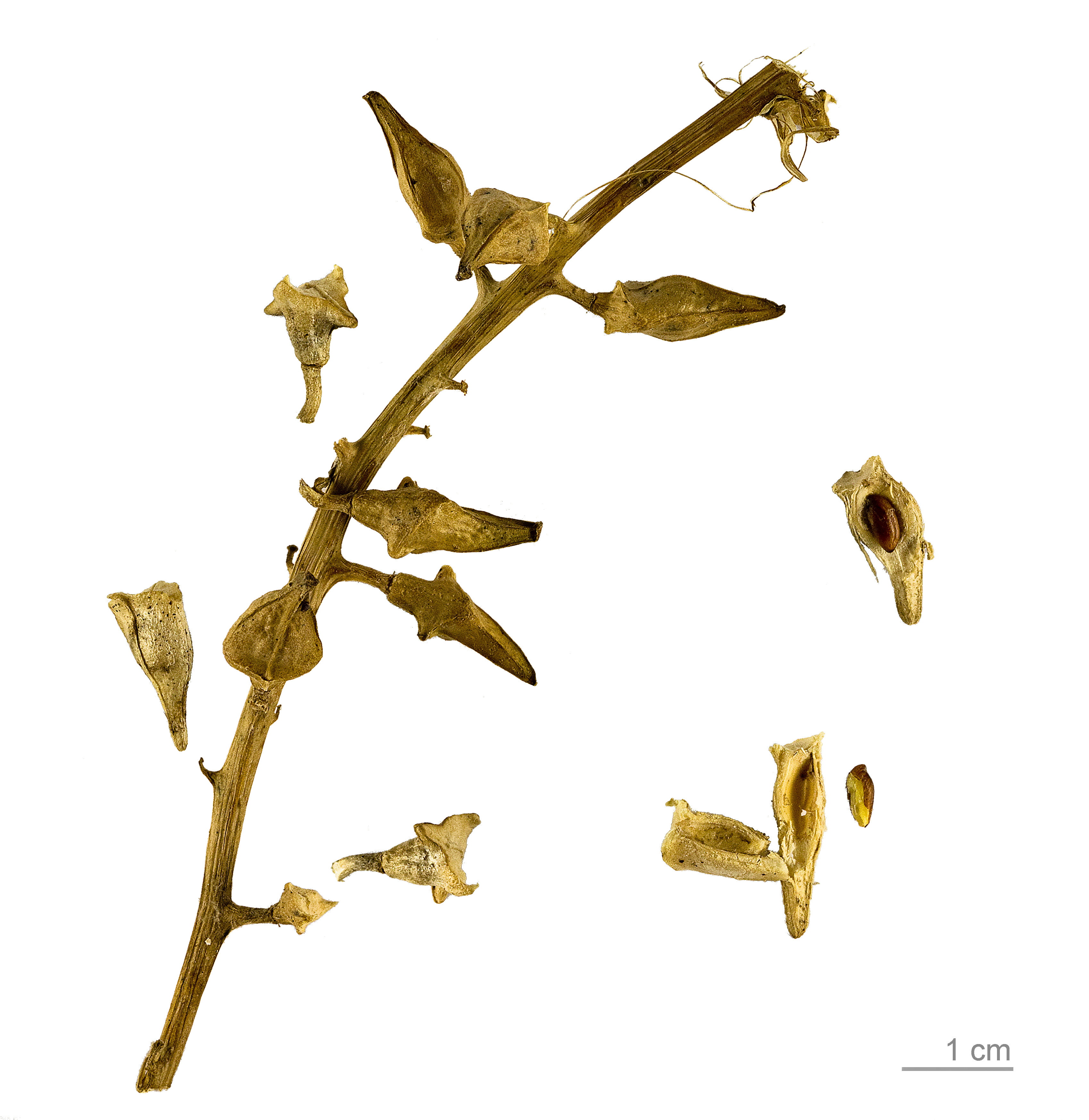
Frutti e semi di Cakile maritima

Il ravastrello è una pianta erbacea annuale succulenta.
Ha fusti prostrati, ramificati, con foglie alternate, lunghe 3–6 cm, da obovate a profondamente pinnate.
L'infiorescenza è un racemo apicale denso, con fiori che presentano 4 petali di colore dal lilla al porpora. Ha una fioritura insolitamente lunga che dura praticamente per tutto l'anno, presente sia nel torrido agosto che nel freddo gennaio.
Il frutto è un bilomento, formato due silique conico-ovoidali; i semi sono oblunghi e rugosi, lunghi 2,3-4,7 mm.

## Biologia
La specie si riproduce per impollinazione entomofila.
La pianta fornisce un importante apporto di polline e nettare in aree solitamente molto povere di flora mellifera. 
La dispersione dei semi avviene grazie al vento e alle maree: i frutti, atti al galleggiamento, possono diffondersi anche a considerevoli distanze dalla pianta madre.

## Distribuzione e habitat

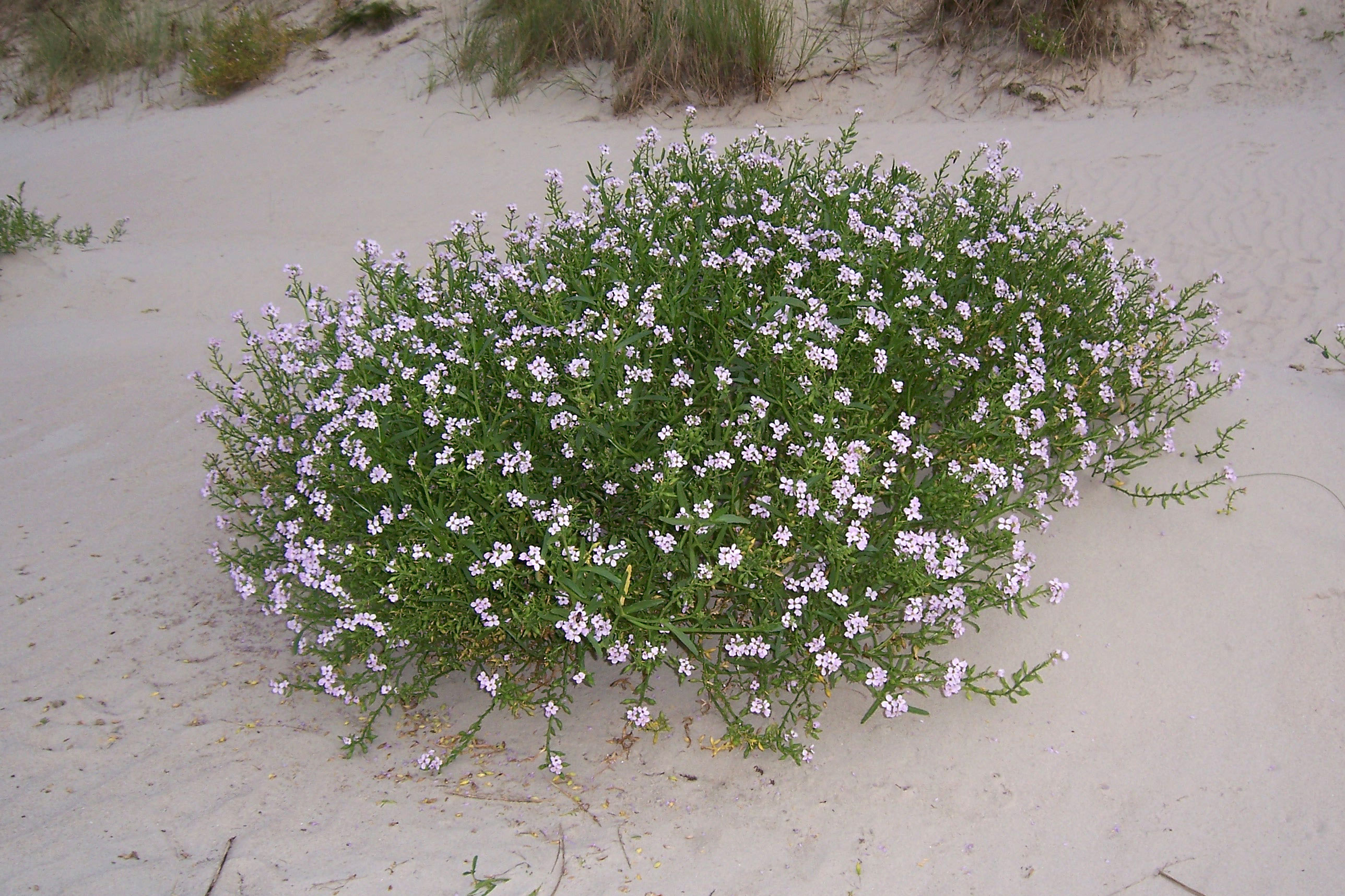
Un ravastrello nel suo habitat sulla battigia

Il ravastrello è diffuso nelle aree costiere atlantiche dell'Europa e nel bacino del Mediterraneo.
È una specie pioniera, che cresce sulle aree sabbiose costiere e sulle dune. Può spingersi nell'entroterra, su suoli ad alta salinità.

## Tassonomia
Sono note le seguenti sottospecie:
- Cakile maritima subsp. maritima Scop.
- Cakile maritima subsp. baltica (Rouy & Foucaud) P. W. Ball
- Cakile maritima subsp. euxina (Pobed.) Nyár.
- Cakile maritima subsp. integrifolia (Hornem.) Greuter & Burdet
- Cakile maritima subsp. islandica (Gand.) Elven